# تروية آلية
التروية الآلية Machine{{ perfusion(MP) هي تقنية تروية اصطناعية تستخدم غالبًا للحفاظ على الأعضاء للمساعدة في تسهيل عملية زراعة الأعضاء. و هي تعمل عن طريق ضخ محلول متخصص بشكل مستمر عبر أعضاء المتبرع ، و محاكاة تدفق الدم الطبيعي في الجسم مع التحكم بشكل نشط في درجة الحرارة ومستويات الأكسجين والتكوين الكيميائي والضغط الميكانيكي داخل العضو. من خلال الحفاظ على قابلية الأعضاء للبقاء خارج الجسم لفترات طويلة، فإن عملية تروية الأعضاء بالآلة تعالج التحديات الحرجة التي تواجه عملية زراعة الأعضاء، مثل أوقات الحفظ المحدودة.
تأتي التروية الآلية بأشكال مختلفة و يمكن تصنيفها وفقًا لدرجة حرارة السائل المروي: بارد (4 درجة مئوية) و دافئة (37 درجة مئوية) °C). تم تطبيق تقنية التروية الآلية في زراعة الكلى  و زراعة الكبد  و زراعة الرئة. إنه بديل للتخزين البارد الثابت (SCS).

## البحث و التطوير
تم تحقيق رقم قياسي في عام 2022 في حفظ الأعضاء البشرية المزروعة باستخدام آلة تروية الكبد لمدة 3 أيام بدلاً من المدة المعتادة التي تقل عن 12 ساعة. من الممكن أن يتم تمديدها إلى 10 أيام ومنع تلف الخلايا بشكل كبير من خلال طرق الحفظ في درجات حرارة منخفضة. تتضمن الطرق البديلة مذيبات جديدة للحماية من التجمد .
هناك نظام جديد لتروية الأعضاء قيد التطوير يمكنه استعادة العديد من الأعضاء الحيوية (الخنازير) على المستوى الخلوي بعد ساعة واحدة من الوفاة ، و ذلك يتم أثناء تعرض الجسم لنقص تروية دافئ طويل الأمد،  و طريقة مماثلة لإحياء أدمغة الخنازير بعد ساعات من الوفاة. يمكن استخدام نظام استعادة الخلايا للحفاظ على أعضاء المتبرع أو لعلاجات الإنعاش في حالات الطوارئ الطبية.

## تاريخ تقنيات حفظ الكلى

رسم تخطيطي لتروية الأعضاء البطنية الإقليمية ذات الحرارة الطبيعية استعدادًا للزراعة

تعتبر محاولات الطبيب الفرنسي أليكسيس كاريل في تطوير أساليب توصيل الأوعية الدموية بمثابة مقدمة أساسية لتطوير تخزين الكلى و زرعها. حيث أنه في 1902، وصف عمليات زرع الكلى الأولى، والتي أجريت على الكلاب ؛ كما وصف  بشكل مستقل تجارب مماثلة في نفس العام. في هذه التجارب تم زرع الكلى دون أي محاولة لتخزينها.
في عام 1943،  أثبت فورمان أن التأثير العكسي لانخفاض حرارة الجسم على العمليات الأيضية للأنسجة المعزولة كانت بمثابة الخطوة الحاسمة في جعل تخزين الكلى في المختبر ممكنًا. قبل ذلك، تم تخزين الكلى في درجات حرارة الجسم الطبيعية باستخدام الدم أو محاليل الدم المخففة، ولكن لم يتم من خلالها إجراء أي عمليات إعادة زرع ناجحة. و بذلك، أظهر أن شرائح قشرة الكلى والدماغ لدى الفئران صمدت أمام التبريد إلى 0.2 درجة مئوية لمدة ساعة واحدة حيث كان استهلاكها للأكسجين ضئيلاً. وعندما أعيد تسخين الشرائح إلى 37 درجة مئوية، عاد استهلاكها للأكسجين إلى المعدل الطبيعي.
في 1955،أثبت أوينز التأثير المفيد لانخفاض حرارة الجسم على الكلى السليمة المصابة بنقص التروية عندما أظهر أنه إذا تم تبريد الكلاب إلى 23-26 درجة مئوية، وتم انسداد الأبهر الصدري لمدة ساعتين، فلن تظهر كليتيها الكلاب أي ضرر واضح عند إعادة التدفئة . وقد أكد بوجاردوس و بعده موير هذا التأثير الوقائي لانخفاض حرارة الجسم على تلف الكلى الناجم عن نقص التروية.
لم يُظهَر حتى عام 1958 أن كلى الكلاب السليمة ستنجو من نقص التروية بشكل أفضل إذا تم تبريدها إلى درجات حرارة منخفضة. أظهر ستيوبر أن الكلى ستنجو من المشبك الموضعي لسويقة الكلى لمدة 6 ساعات إذا تم تبريد الكلى إلى 0-5 درجات مئوية عن طريق وضعها في سترة تبريد، وأظهر شلويرب أن تقنية مماثلة لتبريد كلى الكلاب المعالجة بالهيبارين إلى 2-4 درجات مئوية أعطت الحماية لمدة 8 ساعات ولكن ليس 12 ساعة. حاول شلويرب أيضًا التخزين المختبري والزراعة الذاتية للكلى المبردة، وكان لديه ناجٍ طويل الأمد بعد تخزين الكلى لمدة 4 ساعات تليها إعادة الزرع واستئصال الكلية على الجانب الآخر فورًا. كان لديه أيضًا ناجٍ تقريبًا، بعد تخزين الكلى لمدة 24 ساعة واستئصال الكلية على الجانب الآخر المتأخر، في كلب أصيب بجلطة شريانية متأخرة في الكلى.
تم تحسين طرق التبريد السطحي هذه من خلال إدخال تقنيات يتم فيها غسل الجهاز الوعائي للكلى بسائل بارد قبل التخزين. مما ساعد في زيادة سرعة تبريد الكلى و إزالة خلايا الدم الحمراء من الجهاز الوعائي. استخدم كيسر هذه التقنية لتحقيق تخزين ناجح لمدة 7 ساعات في المختبر لكلية كلب، عندما تم غسل الكلية عند 5 درجات مئوية بمزيج من دكسترين و دم مخفف قبل التخزين. في عام 1960، أكد لابشينسكي أن فترات تخزين مماثلة ممكنة، عندما أبلغ عن بقاء ثمانية كلاب على قيد الحياة بعد تخزين كلاهم عند درجة حرارة 2-4 درجات مئوية لمدة 28 ساعة، تليها عملية زرع تلقائي واستئصال الكلية المتأخر من الجانب الآخر. على الرغم من أن لابتشينسكي لم يذكر أي تفاصيل في ورقته، فقد أفاد همفريز أن هذه التجارب تضمنت تبريد الكلى لمدة ساعة بدم بارد، ثم تخزينها عند درجة حرارة تتراوح من 2 إلى 4 درجات مئوية، ثم إعادة تدفئة الكلى لأكثر من ساعة بدم دافئ في وقت إعادة الزرع.
طور همفريزتقنية التخزين هذه عن طريق تروية الكلى باستمرار طوال فترة التخزين. استخدم البلازما المخففة أو المصل كمحلول تروية وأشار إلى ضرورة انخفاض ضغوط سائل التروية لمنع تورم الكلى، لكنه اعترف بأن القيم المثلى لمتغيرات مثل درجة حرارة سائل التروية، وضغط الأكسجين الجزيئيPo2، والتدفق ظلت غير معروفة. كانت أفضل نتائجه في ذلك الوقت هي بقاء كلبين على قيد الحياة بعد تخزين كليتيهما لمدة 24 ساعة عند 4-10 درجات مئوية تليها عملية زرع تلقائي واستئصال الكلية من الجانب الآخر بعد بضعة أسابيع.
أما كالني فأكد على ضرورة استخدام طرق التروية المستمرة من خلال إثبات أنه يمكن تحقيق الحفاظ الناجح لمدة 12 ساعة باستخدام تقنيات أبسط بكثير. فقد استطاع الحفاظ على كلية واحدة تدعم الحياة حتى عندما تم إجراء استئصال الكلية من الجانب الآخر في نفس وقت عملية إعادة الزرع. قام كل ذلك تحقق فقط عبر حقن كليتي الكلب بالهيبارين ثم تخزينهما في محلول مثلج عند 4 درجات مئوية. وعلى الرغم من أن الحفاظ على المادة لمدة 17 ساعة ثبت أنه ممكن في إحدى التجارب عندما تأخرت عملية استئصال الكلية، إلا أنه لم يتم تحقيق أي نجاح مع التخزين لمدة 24 ساعة.
في 1972، قام جونسون وكلايس بتبسيط كبير لتقنيات تخزين التروية منخفضة الحرارة من خلال تقديم سائل التروية القائم على الألبومين. وقد ألغى هذا السائل الحاجة إلى تصنيع البلازما المترسبة بالتبريد والمفلترة بالميليبور التي استخدمها بيلزر. كان تحضير هذا السائل شاقًا ويستغرق وقتًا طويلاً، وكان هناك خطر الإصابة بفيروس التهاب الكبد والأجسام المضادة السامة للخلايا. كذلك، فإن غياب البروتينات الدهنية من السائل يعني أنه يمكن إزالة الأكسجين الغشائي من دائرة التروية، حيث لم تكن هناك حاجة لتجنب واجهة الهواء لمنع ترسبهما. إضافة إلى ذلك، استخدم كلا العاملين نفس الإضافات التي أوصى بها بيلزر.
تم تحضير المحلول الذي استخدمه جونسون بواسطة مختبر منتجات الدم إلستري في إنجلترا عن طريق استخراج الفيبرينوجين غير المستقر بالحرارة وغلوبيولين جاما من البلازما لإعطاء محلول جزء بروتين البلازما (PPF). تم تحضين المحلول عند 60 درجة مئوية لمدة 10 ساعات لتعطيل عامل التهاب الكبد المصلي. وكانت النتيجة عبارة عن محلول ألبومين بشري 45 جم / لتر يحتوي على كميات صغيرة من جلوبيولين الجاما وبيتا والذي كان مستقرًا بين 0 درجة مئوية و 30 درجة مئوية لمدة 5 سنوات. يحتوي PPF على 2.2 مليمول / لتر من الأحماض الدهنية الحرة.
كانت تجارب جونسون معنية بشكل أساسي بتخزين الكلى التي تضررت بسبب الإصابة الدافئة المطولة. ومع ذلك، في مجموعة تحكم من كلى الكلاب المصابة غير الدافئة، أظهر جونسون أن الحفاظ لمدة 24 ساعة كان سهلاً عند استخدام محلول PPF، ووصف في مكان آخر ناجيًا بعد 72 ساعة من الإرواء وإعادة الزرع مع استئصال الكلية على الجانب المقابل فورًا. مع الكلى المصابة بالدفء، أعطى تروية PPF نتائج أفضل من طريقة كولينز، حيث نجا 6 من أصل 6 كلاب بعد 40 دقيقة من الإصابة الدافئة وتخزين لمدة 24 ساعة تليها إعادة زرع الكلى واستئصال الكلية على الجانب المقابل فورًا. تمت إضافة البوتاسيوم والمغنيسيوم والأنسولين والجلوكوز والهيدروكورتيزون والأمبيسلين إلى محلول PPF لتوفير مصدر للطاقة ومنع تسرب البوتاسيوم داخل الخلايا. كانت درجة حرارة السائل المروي 6 درجات مئوية، والضغط 40-80 ملم زئبق، وPo2 200-400 ملم زئبق. وتم الحفاظ على الرقم الهيدروجيني بين 7.2 و7.4.
استخدم كلايس سائلًا مرويًا يعتمد على الألبومين البشري في السويد مخففًا بمحلول ملحي إلى تركيز 45 جم / لتر. حافظ على 4 من أصل 5 كلاب لمدة 96 ساعة مع عمل الكلى فورًا بعد إعادة الزرع على الرغم من استئصال الكلى على الجانب الآخر فورًا. كما قارن كلايس أيضًا هذا السائل المروي بالبلازما المترسبة بالتبريد لبيلزر في مجموعة التحكم ولم يجد فرقًا كبيرًا بين وظيفة الكلى المعاد زرعها في المجموعتين.
في عام 1973 أظهر ساكس أنه يمكن استخدام الثلج البسيط بنجاح للتخزين لمدة 72 ساعة عند استخدام محلول غسيل جديد للتبريد الأولي وطرد الكلى. أزال الكلى من الكلاب المرطبة جيدًا والتي كانت تبول بعد ضخ المانيتول، وغسلهم بـ 200 مل من المحلول من ارتفاع 100 سم. ثم تم الاحتفاظ بالكلى ببساطة عند 2 درجة مئوية لمدة 72 ساعة دون مزيد من التروية. أعقب إعادة الزرع استئصال الكلى على الفور في كلا الجانبين. تم تصميم محلول الغسيل لمحاكاة عملية تكوين السوائل البيولوجية داخل الخلايا واحتوى على مانيتول كأيون غير منفذ لمنع تورم الخلايا بشكل أكبر. كانت الضغط الاسموزي للمحلول 430 موسمول / كجم وكان الرقم الهيدروجيني له 7.0 عند 2 درجة مئوية. لقد قام بحذف المواد المضافة التي كانت تستخدمها شركة كولينز و التي تشمل :الديكستروز، والفينوكسي بنزامين، والبروكايين، والهيبارين.
و قد تم تعريف متطلبات التخزين الناجح للتروية منخفضة الحرارة لمدة 72 ساعة من قبل كولينز الذي أظهر أن التروية النبضية ليست ضرورية إذا تم استخدام ضغط تروية 49 ملم زئبق، و أن 7 درجات مئوية كانت درجة حرارة أفضل للتخزين من 2 درجة مئوية أو 12 درجة مئوية. كما قارن بين تركيبات مختلفة من التروية و وجد أنه يمكن استخدام تلك المخزنة بالفوسفات بنجاح، وبالتالي القضاء على الحاجة إلى إمداد ثاني أكسيد الكربون. كما أظهر جروندمان أن ضغط التروية المنخفض مناسب. لقد استخدم ضغطًا نبضيًا متوسطًا يبلغ 20 ملم زئبق في عمليات تروية مدتها 72 ساعة ووجد أن هذا أعطى نتائج أفضل من الضغوط المتوسطة 15 أو 40 أو 50 أو 60 ملم زئبق.
```
تم الإبلاغ عن تخزين ناجح لمدة تصل إلى 8 أيام بواسطة كوهين و ذلك باستخدام أنواع مختلفة من سائل التروية مع الحصول على أفضل نتيجة عند استخدام سائل  مخزن بالفوسفات عند 8 درجات مئوية. كان يُعتقد أن عدم القدرة على تكرار هذه التجارب الناجحة يرجع إلى التغييرات التي تم إجراؤها في الطريقة التي تم بها تصنيع PPF مع محتوى حمض الأوكتانويك الأعلى الضار. وقد ثبت أن الأخير قادر على تحفيز النشاط الأيضي أثناء التروية منخفضة الحرارة  وقد يكون هذا ضارًا.
```